# 閻本
閻本（1424年—1479年），字宗元，陝西西安府邠州永平里孟村（今彬县车家庄乡阎家堡村）人，明朝政治人物。

## 生平
陝西鄉試第四十名。景泰五年（1454年）甲戌科進士。授户部山东司主事。天順五年（1461年），陞戶部廣西司郎中。次年，掌薊州分司。督理遵化、蓟州粮储有功。成化二年（1466年）东北有事，廷推举閻本為都察院右佥都御史，巡抚永平、山海關、密云，总督军饷，转副都御史。成化五年（1469年），兼巡京畿。次年以亲老乞养归。成化十五年（1479年）春，复诏进京，升户部左侍郎。西北戰事吃紧，奉旨前往榆林等镇督办粮饷，事毕还朝，身染热毒，抵京逾一月卒。賜祭葬，赠通议大夫。

## 墓葬
其墓为彬县文物保护单位。

## 家族
曾祖閻君卿。祖父閻德。父亲閻紳。